# Per Tellander
Per Tellander (Larsson), född 14 januari 1876 i Vitsand i Värmland, död 20 oktober 1951 i Kärrbackstrand, Norra Finnskoga i Värmland. var en svensk målare, tecknare, skulptör och lantbrukare.
Han var son till Lars Andersson och gift med Maria Jonsson. Efter att han först arbetat som timmermärkare studerade Tellander för Gustaf Fjæstad 1902–1906 och vid Konstnärsförbundets skola i Stockholm 1907-1908. Han ingick i konstgruppen De Unga men ställde inte ut med dem och var en av grundarna till Värmlands konstnärsförbund. Han flyttade till Kärrbackstrand i Norra Finnskoga socken 1914 där han drev jordbruk på Spikgården samtidigt som han var utövande konstnär. Han levde på sidan om konstens riktiga liv med en självvald isolering i de värmländska finnskogarna. Många av hans studiekamrater från Konstnärsförbundets skola rest ut i världen och skapade sig stora namn som etablerade konstnärer. Det har intygats att han i hög grad också gladdes åt sina konstnärskamraters framgångar och han höll kontakten med flera av de gamla kamraterna, Paul Piltz, Sahlströmarna och andra var välkomna gäster i Spikgården. På grund av sin isolering kom hans konst inte att utvecklas med tiden utan blev låst i de intryck han tog under sin tid vid Konstnärsförbundets skola. Tillsammans med Einar Nerman, Anna Sahlsten och Milly Slöör ställde han ut i Stockholm 1908 och separat ställde han ut på Värmlands museum 1928 och 1932. Han medverkade i Konstnärsförbundets utställning i Uppsala 1907, Sveriges allmänna konstförenings Decemberutställning i Stockholm 1911 och regelbundet i Värmlands konstnärsförbunds utställningar i Karlstad sedan 1919. Hans konst består av landskapsskildringar från Nordvärmland utförda i olja samt kolteckningar och pasteller med motiv från de enkla hemmen i finnbygden. Tellander år representerad vid Värmlands museum, Rackstadmuseet, Sahlströmsgården, Arvika kommun och skolan i Höljes med en kolteckning, en pastell och två oljemålningar.
För att hedra och visa hans konstverk beslöt kyrkorådet i Norra Finnskoga att inreda en Tellandersal i prästgården i Höljes. En minnesutställning visades på Rackstadmuseet i Arvika 2003. 